# Andrei Bocikanov
Andrei Bocikanov (n. 13 noiembrie 1991, Ruzaevka⁠(d), RSFS Rusă, URSS) este un interpret de muzică de limba erziană și în limba rusă al Filarmonicii Mordvine din Saransk. 

## Repertoriu
Cele mai cunoscute piese, până acum, sunt:
- Vai kodamo (Вай кодамо) (în erziană) - piesa cu care a devenit cunoscut la nivelul Federației Ruse.
- Vaciodo banan (Вачодо ванан)  (în erziană)
- Fără cuvinte (Без содержания) (în rusă)
- Ton vacsson (Тон вакссон) (în erziană)
- Sulei (Сулей) (în erziană)
- Alergând după tine (în rusă: Бегу за тобой; în erziană: Мельгат чиян (Melgat cian)) în erziană